# Erythrogonia elegantula
Erythrogonia elegantula är en insektsart som beskrevs av Ernst Friedrich Germar 1821. Erythrogonia elegantula ingår i släktet Erythrogonia och familjen dvärgstritar. Inga underarter finns listade i Catalogue of Life.